# Rajon Polazk

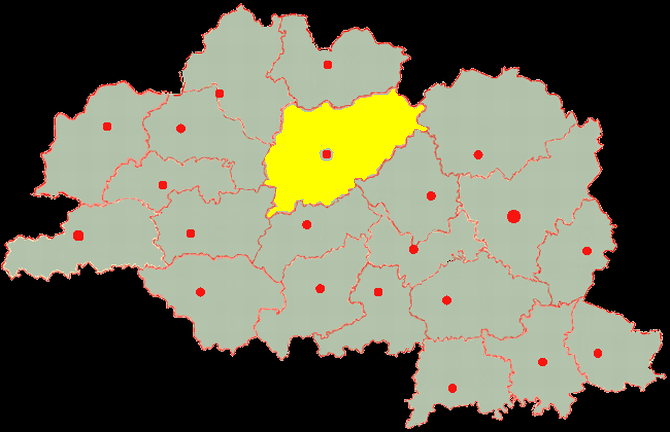
Rajon Polazk, Karte

Der Rajon Polazk (belarussisch Полацкі раён; russisch Полоцкий район) ist eine Verwaltungseinheit in der Wizebskaja Woblasz in Belarus mit dem administrativen Zentrum in der Stadt Polazk. Der Rajon hat eine Fläche von 3140 km² und umfasst 405 Ortschaften.

## Geographie
Der Rajon Polazk liegt im nördlichen Teil der Wizebskaja Woblasz. Die Nachbarrajone sind im Norden Rassony, im Osten Haradok, im Südosten Schumilina, im Süden Uschatschy, im Südwesten Hlybokaje, im Westen Miory und im Nordwesten Werchnjadswinsk.

## Geschichte
Der Rajon Polazk wurde am 15. August 1924 gebildet.

## Verwaltungsgliederung
- Selsawet Adamawa
- Selsawet Asina
- Selsawet Astrouschtschyna
- Selsawet Babynitschy
- Selsawet Barawucha
- Selsawet Ekiman
- Selsawet Jurowitschy
- Selsawet Farynawa
- Selsawet Harany
- Selsawet Homel
- Selsawet Maloje Sitna
- Selsawet Palota
- Selsawet Saaserje
- Selsawet Saloniki
- Selsawet Sjaljonka
- Selsawet Waronitschy
- Selsawet Wetryna